# École antique de Nîmes
L’École antique de Nîmes est une société savante fondée à Nîmes en 1920. Elle a son siège aux Archives départementales du Gard  (Nîmes).
L’École antique, qui a le statut d'une association loi de 1901, a pour objet la diffusion des connaissances concernant l'archéologie et l'histoire de la région de Nîmes de la préhistoire au Moyen Âge. Elle organise des conférences et des visites de sites et de musées ; ces activités se présentent sous la forme de deux sessions : une session d'hiver avec une conférence mensuelle ; une session d'été regroupée sur une semaine en juillet. Elle publie chaque année le Bulletin de l'École antique de Nîmes, qui reprend souvent le texte des conférences.

## Histoire
L'initiative de la création de l'École antique de Nîmes revient à Gustave Domjean, adjoint à l'instruction publique et aux beaux arts de la municipalité ; en 1917, il chargea Félix Mazauric, conservateur des musées archéologiques, d'en préciser le projet, mais ce dernier mourut le 17 mars 1919. En 1920, Gustave Domjean fit aboutir le projet, qui bénéficia du soutien et du prestige d'Émile Espérandieu, élu en 1919 à l'Académie des inscriptions et belles-lettres, qui venait de se retirer à Nîmes et de succéder à Mazauric à la tête des musées archéologiques de la ville.

Elle a été croquée par Gustave Lafage dans l'hebdomadaire satirique Le Cri de Nîmes : 

« Et d'abord il n'y a pas de bancs. [...]
Curieuse école où l'on ne travaille que pendant les vacances.
Elle ouvre ses portes quand les autres ferment les leurs.
D'ailleurs il n'y a pas de porte. »

## Présidents successifs
- Maximilien Raphel, premier président[Quand ?].
- Gustave Domjean, deuxième président[Quand ?].
- Émile Espérandieu, troisième président[6].

- Édouard Bondurand[Quand ?].

- 1939-1959 : André Nier
- 1959-1972 : André Dupont
- 1972-1983 : Jean Brunel
- 1983-années 1990[Quand ?]: Victor Lassalle
- années 1990-2023 : Dominique Darde
- 2023-aujourd'hui : Michel Christol

### Personnalités
- Marcel Gouron[7]